# Glasarmring
Glasarmringe sind in vielen Teilen der Welt verbreitet und unter anderem in Indien sehr populär. Heute werden sie durch Plastikringe ersetzt.

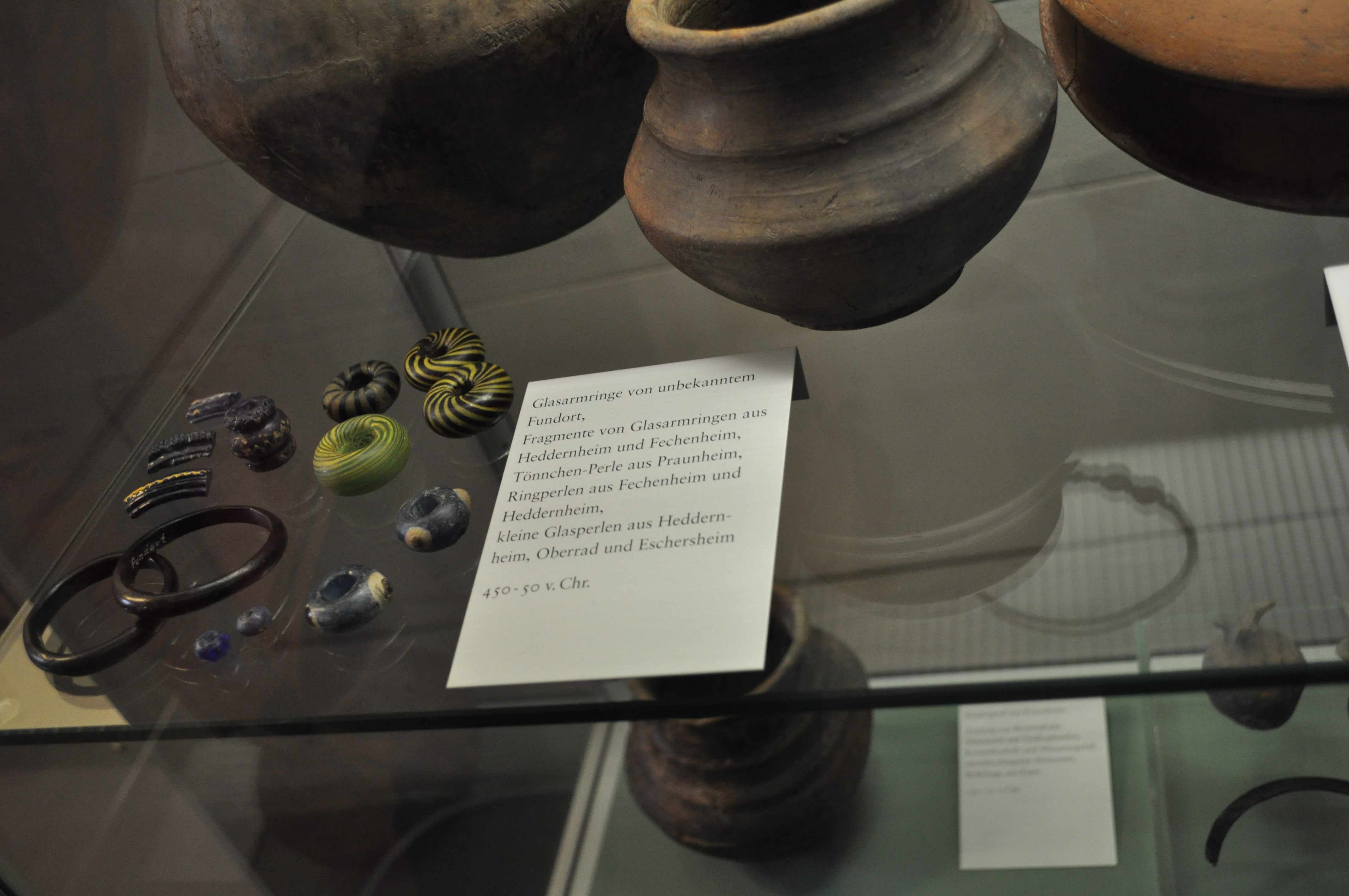
Glasarmringe Archäologisches Museum Frankfurt

## La Tène-Zeit
Neben gläsernen Fingerringen und Ringperlen sind in der mittleren La-Tène-Zeit in Mitteleuropa Glasarmringe als Frauenschmuck bekannt und werden als Grabbeigabe gefunden. Nach rund 150 Jahren verringert sich die Zahl dieser Ringe, die am Ende der Spätlatènezeit völlig verschwinden.

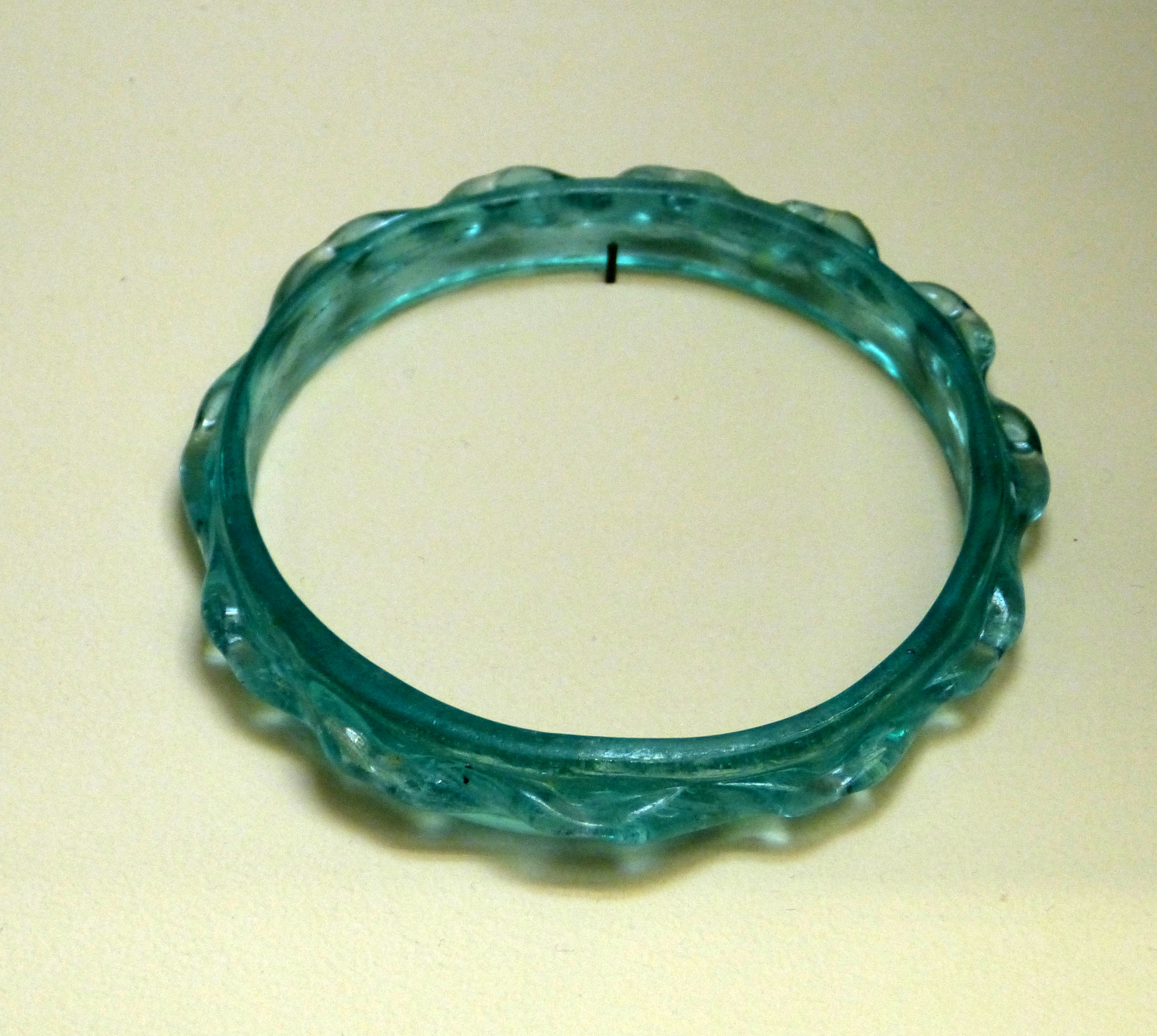
La-Tènezeitlicher Glasarmring

Die farbigen Glasarmringe sind stets nahtlos.
Form und Verzierung der Ringe lassen sich in drei Kategorien einteilen: 
- Ringe mit D-förmigem oder dreieckigem Profil,
- Ringe mit plastischem Profil wie Rippen, Noppen und Schleifen

beide Formen gibt es mit oder ohne andersfarbige Verzierungsfäden
- Ringe mit gelber Folienunterlage, hergestellt aus farblosem Glas mit plastischem Profil und einer gelb opaken Glaspaste als innerste, teilweise verloren gegangene Schicht.

Die Anfertigung der komplizierten Ringprofile und ihrer Verzierungen konnten lange nicht schlüssig erklärt werden. Die älteren Erklärungsmodelle basieren auf historischen und ethnographischen Vergleichen. Nach Otto Kunkel stellte man Glasarmringe im Schleuderspießverfahren her. Andere Archäologen schlugen das Schwingen als Methode vor. Keiner der Vorschläge erbrachte im Versuch die vorgefundenen Merkmale. Einer Schweizer Experimental-Archäologin, Simone Wick, gelang es im Jahre 2007, Glasarmringe mit identischen Spuren der keltischen Originale, wie zum Beispiel den langgezogenen Lufteinschlüssen herzustellen. Die von ihr angewandte Methode wird als „Glastöpfern“ bezeichnet. Die Ringe wurden auf einer speziell präparierten Töpferscheibe geformt, profiliert und mit Eindrücken verziert. Allerdings konnten dabei in keinem Fall an einem Ring alle charakteristischen Merkmale reproduziert werden. Zudem ist der Einsatz moderner Gerätschaften und modern produzierter Glasmasse kritisch zu hinterfragen.